# سیارک ۲۴۷۷۸
سیارک ۲۴۷۷۸ (به انگلیسی: 24778 Nemsu، نامگذاری:1993KW1) بیست و چهار هزار و هفتصد و هفتاد و هشتمین سیارک کشف شده‌است که در ۲۴ مه ۱۹۹۳ کشف شد.
قدر مطلق سیارک برابر ۱۱.۷ است.